# Пикноклин
Пикноклин — резкий скачок плотности воды на глубине ниже перемешанного слоя. Моряки-подводники иногда называют его «жидким грунтом». Является препятствием для прохождения гидроакустического сигнала, что служит маскирующим фактором при уклонении подводной лодки от гидроакустического поиска надводных кораблей.
Пикноклин играет важнейшую роль в жизни Мирового океана. В слое скачка плотности (глубина его залегания колеблется от 25 до 100—120 м) вертикальные градиенты плотности могут достигать весьма больших значений, и в этих случаях он играет роль упомянутого «жидкого грунта», на котором могут сосредоточиваться не только планктонные, но и более крупные организмы.